# Cantharellus lutescens
Il finferlo (Cantharellus lutescens (Pers.) Fr., 1821) è un fungo della famiglia Cantharellaceae, strettamente affine al Cantharellus tubaeformis. Preferisce luoghi umidi.

## Descrizione

### Corpo fruttifero
Ha il gambo inizialmente pieno e poi vuoto con cavità al centro del cappello. Le pseudo-lamelle sono sostituite da rughe poco visibili. Il cappello misura 3-5 cm ed è bruno-nero, rugoso e fillibroso.

### Spore
La polvere sporale è color crema.

## Habitat
È una specie caratteristica dei boschi di conifere, in cui cresce sul suolo umido in grandi gruppi. Si rinviene anche nelle torbiere e nelle faggete a suolo acido.

## Distribuzione geografica
Europa centro-settentrionale, Alpi, Appennino centro-settentrionale e America settentrionale.

## Commestibilità
Ottimo commestibile, sia essiccato che fresco come singola pietanza o condimento a sugo (sia bianchi che rossi) per pastasciutta, risotti, polenta,frittate e secondi piatti.

## Specie simili
- Cantharellus tubaeformis, ottimo, commestibile, con il quale viene frequentemente scambiato.